# Beniamino Nicola
Beniamino Andrea Mario Nicola (Torino, 4 dicembre 1879 – Torino, 17 agosto 1963) è stato un calciatore e medico italiano.

## Biografia
Nacque a Torino da Celestino Nicola e Luigia Nota; il fratello Costantino fu suo compagno di squadra sia alla Juventus che al Torinese. Dopo gli studi al liceo classico Massimo d'Azeglio, si iscrisse nel 1898 alla Facoltà di Medicina e Chirurgia all'Università degli Studi di Torino, ove si laureò nel 1904.
Nel 1915 pubblicò presso Marietti un Piccolo manuale di medicina e chirurgia teorico-pratico, che raggiunse la quinta edizione nel 1941. Al 1930 risulta medico insegnante per i missionari e le suore dell'Istituto missioni Consolata di Torino.

### Carriera sportiva
Ricordato da Vittorio Pozzo come non particolarmente sicuro, l'esperienza calcistica di Nicola iniziò nel 1900, ove fu il portiere titolare nel primo incontro ufficiale giocato dalla Juventus, ovvero la sconfitta per 1-0 contro il Torinese l'11 marzo 1900. Nicola con il suo club ottenne il secondo posto del Gruppo Eliminatorio Piemontese. Sono accertate dai tabellini solo due presenze sulle quattro partite giocate dalla Juventus ma in quell'anno non risultano nella rosa dei torinesi altri portieri.
Nella stagione seguente è in forza al Torinese, con cui esordisce ufficialmente il 2 marzo 1902 nel pareggio per 1-1 contro la Juventus. Con il FC Torinese, dopo aver superato dopo uno spareggio il Girone Eliminatorio Piemontese, raggiunse la semifinale del torneo, da cui il suo club venne estromesso a causa della sconfitta nella gara unica contro il Genoa. Sono accertate dai tabellini solo due presenze sulle cinque partite giocate dal FC Torinese, ma in quell'anno non risultano nella rosa dei torinesi con certezza altri portieri.
È riportata la sua presenza nella rosa del FC Torinese anche nella stagione seguente, da cui il suo club fu estromesso al primo turno dell'Eliminatoria Piemontese dalla Juventus, ma non vi è certezza a causa del tabellino incompleto.
Era indicato sui tabellini come Nicola I per distinguerlo dal fratello Costantino, suo compagno di squadra.

## Opere
- Piccolo manuale di medicina e chirurgia teorico-pratico, ad uso dei missionari, curati rurali, infermieri, etc., Torino, cav. Pietro Marietti editore, 1915 (19415), SBN CUB0482664.

## Statistiche

### Presenze e reti nei club
| Stagione           | Club               | Campionato         | Campionato | Campionato | Campionato |
| Stagione           | Club               | Comp               | Pres       | Reti       |            |
| ------------------ | ------------------ | ------------------ | ---------- | ---------- | ---------- |
| 1900               | Juventus           | CI                 | 4          | -3         |            |
| Totale Juventus    | Totale Juventus    | Totale Juventus    | 4          | -3         |            |
| 1902               | Torinese           | CI                 | 4          | -6         |            |
| 1902-1903          | Torinese           | CI                 | 1          | -5         |            |
| Totale FC Torinese | Totale FC Torinese | Totale FC Torinese | 5          | -11        |            |
| Totale             | Totale             | Totale             | 9          | -14        |            |